# Qualifications des épreuves de lutte aux Jeux olympiques d'été de 2012
Pour un article plus général, voir lutte aux Jeux olympiques d'été de 2012.
Les places qualificatives pour les épreuves de lutte des Jeux olympiques d'été de 2012 sont décernées entre septembre 2011 et mai 2012.
Les compétitions de lutte regrouperont un total de 344 athlètes.

## Qualifications
Pour consulter les règles complètes publiées par la Fédération internationale des luttes associées, en la matière, lire l'article récapitulatif sur son site officiel.
Chaque nation peut qualifier un maximum de 18 concurrents. Trois places sont réservées pour la Grande-Bretagne en tant que pays hôte, trois autres sont réservées à une Commission tripartite[Laquelle ?] qui peut inviter trois concurrents. Les 338 places restantes sont attribuées par un processus de qualification, dans lequel les athlètes remportent des quotas pour leur nation. Après, chaque pays est libre d'envoyer le lutteur de son choix. Pour chaque place obtenue par le pays hôte en phase de qualification, une de ses trois places réservées est allouée à la Commission tripartite.
| Pays            | Lutte libre hommes | Lutte libre hommes | Lutte libre hommes | Lutte libre hommes | Lutte libre hommes | Lutte libre hommes | Lutte libre hommes | Lutte gréco-romaine hommes | Lutte gréco-romaine hommes | Lutte gréco-romaine hommes | Lutte gréco-romaine hommes | Lutte gréco-romaine hommes | Lutte gréco-romaine hommes | Lutte gréco-romaine hommes | Lutte libre femmes | Lutte libre femmes | Lutte libre femmes | Lutte libre femmes | Total |
| Pays            | 55                 | 60                 | 66                 | 74                 | 84                 | 96                 | 120                | 55                         | 60                         | 66                         | 74                         | 84                         | 96                         | 120                        | 48                 | 55                 | 63                 | 72                 | Total |
| --------------- | ------------------ | ------------------ | ------------------ | ------------------ | ------------------ | ------------------ | ------------------ | -------------------------- | -------------------------- | -------------------------- | -------------------------- | -------------------------- | -------------------------- | -------------------------- | ------------------ | ------------------ | ------------------ | ------------------ | ----- |
| Allemagne       |                    |                    |                    |                    |                    |                    |                    |                            |                            | X                          |                            |                            |                            |                            |                    |                    |                    |                    | 1     |
| Arménie         | X                  |                    |                    |                    |                    |                    |                    |                            |                            |                            | X                          |                            |                            |                            |                    |                    |                    |                    | 2     |
| Azerbaïdjan     |                    |                    | X                  | X                  | X                  |                    | X                  | X                          |                            |                            |                            | X                          |                            |                            | X                  |                    |                    |                    | 7     |
| Biélorussie     |                    |                    |                    |                    |                    | X                  | X                  | X                          |                            |                            |                            | X                          | X                          |                            |                    |                    |                    | X                  | 6     |
| Bulgarie        | X                  |                    | X                  |                    |                    |                    |                    |                            | X                          |                            |                            |                            | X                          |                            |                    |                    |                    | X                  | 5     |
| Cameroun        |                    |                    |                    |                    |                    |                    |                    |                            |                            |                            |                            |                            |                            |                            |                    |                    |                    | X                  | 1     |
| Canada          |                    |                    |                    |                    |                    |                    |                    |                            |                            |                            |                            |                            |                            |                            | X                  | X                  |                    |                    | 2     |
| Chine           |                    |                    |                    |                    |                    |                    |                    | X                          |                            |                            |                            |                            |                            |                            | X                  |                    | X                  |                    | 3     |
| Colombie        |                    |                    |                    |                    |                    |                    |                    |                            |                            |                            |                            |                            |                            |                            | X                  |                    |                    |                    | 1     |
| Corée du Nord   |                    |                    |                    |                    |                    |                    |                    | X                          |                            |                            |                            |                            |                            |                            |                    |                    | X                  |                    | 2     |
| Corée du Sud    |                    |                    |                    |                    |                    |                    |                    |                            | X                          | X                          |                            |                            |                            |                            |                    |                    |                    |                    | 2     |
| Croatie         |                    |                    |                    |                    |                    |                    |                    |                            |                            |                            | X                          |                            |                            |                            |                    |                    |                    |                    | 1     |
| Cuba            |                    |                    | X                  |                    |                    |                    |                    |                            |                            | X                          |                            |                            |                            | X                          |                    |                    |                    |                    | 3     |
| Égypte          |                    |                    |                    |                    |                    |                    |                    |                            |                            |                            |                            |                            | X                          |                            |                    |                    |                    |                    | 1     |
| États-Unis      | X                  |                    |                    | X                  | X                  | X                  | X                  |                            |                            | X                          |                            |                            |                            |                            |                    | X                  | X                  | X                  | 9     |
| Finlande        |                    |                    |                    |                    |                    |                    |                    |                            |                            |                            |                            | X                          |                            |                            |                    |                    |                    |                    | 1     |
| France          |                    | X                  |                    |                    |                    |                    |                    |                            |                            |                            |                            |                            |                            |                            |                    |                    |                    |                    | 1     |
| Géorgie         |                    | X                  |                    | X                  | X                  |                    | X                  |                            |                            | X                          |                            |                            |                            |                            |                    |                    |                    |                    | 5     |
| Grande-Bretagne |                    |                    |                    |                    |                    |                    |                    |                            |                            |                            |                            |                            |                            |                            |                    |                    |                    |                    | 3     |
| Hongrie         |                    |                    |                    |                    |                    |                    |                    | X                          |                            |                            |                            |                            |                            | X                          |                    |                    | X                  |                    | 3     |
| Iran            | X                  |                    | X                  | X                  |                    | X                  |                    |                            | X                          | X                          |                            |                            |                            | X                          |                    |                    |                    |                    | 7     |
| Japon           |                    | X                  | X                  |                    |                    |                    |                    |                            |                            |                            |                            |                            |                            |                            | X                  | X                  | X                  |                    | 5     |
| Kazakhstan      | X                  | X                  |                    | X                  |                    | X                  |                    |                            | X                          |                            | X                          |                            |                            | X                          | X                  |                    |                    | X                  | 9     |
| Lettonie        |                    |                    |                    |                    | X                  |                    |                    |                            |                            |                            |                            |                            |                            |                            |                    |                    |                    |                    | 1     |
| Mongolie        |                    |                    |                    |                    |                    |                    | X                  |                            |                            |                            |                            |                            |                            |                            |                    |                    | X                  |                    | 2     |
| Nigeria         |                    |                    |                    |                    |                    | X                  |                    |                            |                            |                            |                            |                            |                            |                            |                    |                    |                    |                    | 1     |
| Pologne         |                    |                    |                    |                    |                    |                    |                    |                            |                            |                            |                            | X                          |                            | X                          |                    |                    |                    |                    | 2     |
| Porto Rico      |                    | X                  |                    |                    |                    |                    |                    |                            |                            |                            |                            |                            |                            |                            |                    |                    |                    |                    | 1     |
| Russie          | X                  | X                  | X                  |                    | X                  |                    | X                  | X                          | X                          |                            | X                          | X                          | X                          |                            |                    | X                  |                    | X                  | 12    |
| Suède           |                    |                    |                    |                    |                    |                    |                    |                            |                            |                            | X                          |                            | X                          |                            |                    | X                  |                    |                    | 3     |
| Turquie         |                    |                    |                    |                    |                    | X                  |                    |                            |                            |                            | X                          | X                          | X                          | X                          |                    |                    |                    |                    | 5     |
| Ukraine         |                    |                    |                    |                    | X                  |                    |                    |                            |                            |                            |                            |                            |                            |                            |                    | X                  |                    |                    | 2     |
| Venezuela       |                    |                    |                    | X                  |                    |                    |                    |                            | X                          |                            |                            |                            |                            |                            |                    |                    |                    |                    | 2     |
| Total: 33 pays  | 19                 | 19                 | 19                 | 19                 | 19                 | 19                 | 19                 | 19                         | 19                         | 19                         | 19                         | 19                         | 19                         | 19                         | 18                 | 18                 | 18                 | 18                 | 344   |

## Période de qualification
Chronologie des événements qualificatifs pour les épreuves de lutte des J.O. de 2012.
| Compétition                                   | Date                   | Lieu                |
| --------------------------------------------- | ---------------------- | ------------------- |
| Championnats du monde de lutte 2011           | 12-18 septembre 2011   | Istanbul, Turquie   |
| Tournoi de qualification (Afrique et Océanie) | 16-18 mars 2012        | Casablanca, Maroc   |
| Tournoi de qualification (Amériques)          | 23-25 mars 2012        | Orlando, États-Unis |
| Tournoi de qualification (Asie)               | 28 mars-1er avril 2012 | Almaty, Kazakhstan  |
| Tournoi de qualification (Europe)             | 18-22 avril 2012       | Sofia, Bulgarie     |
| 1er tournoi de qualification mondial          | 25-29 avril 2012       | Taiyuan, Chine      |
| 2e tournoi de qualification mondial           | 2-6 mai 2012           | Helsinki, Finlande  |

## Lutte libre hommes
Les quotas sont attribués aux pays,  non à l’athlète ayant remporté la place dans l'épreuve de qualification.

### 55 kg
| Compétition                                   | Places | Qualifiés |
| --------------------------------------------- | ------ | --- |
| Championnats du monde de 2011                 | 6      | Viktor Lebedev (RUS) Radoslav Velikov (BUL) Daulet Niyazbekov (KAZ) Hassan Rahimi (IRI) Mihran Jaburyan (ARM) Nick Simmons (USA) |
| Tournoi de qualification (Afrique et Océanie) | 2      | |
| Tournoi de qualification (Amériques)          | 2      | |
| Tournoi de qualification (Asie)               | 2      | |
| Tournoi de qualification (Europe)             | 2      | |
| 1er tournoi de qualification mondial          | 3      | |
| 2e tournoi de qualification mondial           | 2      | |
| Invitation au/du pays organisateur            | +      | |
| Total                                         | +19    | |

### 60 kg
| Compétition                                   | Places | Qualifiés |
| --------------------------------------------- | ------ | --- |
| Championnats du monde de 2011                 | 6      | Besik Kudukhov Franklin Gómez (PUR) Kenichi Yumoto (JPN) Dauren Zhumagaziyev (KAZ) Didier Païs (FRA) Malkhaz Zarkua (GEO) |
| Tournoi de qualification (Afrique et Océanie) | 2      | |
| Tournoi de qualification (Amériques)          | 2      | |
| Tournoi de qualification (Asie)               | 2      | |
| Tournoi de qualification (Europe)             | 2      | |
| 1er tournoi de qualification mondial          | 3      | |
| 2e tournoi de qualification mondial           | 2      | |
| Invitation au/du pays organisateur            | +      | |
| Total                                         | +19    | |

### 66 kg
| Compétition                                   | Places | Qualifiés |
| --------------------------------------------- | ------ | --- |
| Championnats du monde de 2011                 | 6      | Mehdi Taghavi (IRI) Tatsuhiro Yonemitsu (JPN) Jabrail Hasanov (AZE) Liván López (CUB) Leonid Bazan (BUL) Adam Batirov (RUS) |
| Tournoi de qualification (Afrique et Océanie) | 2      | |
| Tournoi de qualification (Amériques)          | 2      | |
| Tournoi de qualification (Asie)               | 2      | |
| Tournoi de qualification (Europe)             | 2      | |
| 1er tournoi de qualification mondial          | 3      | |
| 2e tournoi de qualification mondial           | 2      | |
| Invitation au/du pays organisateur            | +      | |
| Total                                         | +19    | |

### 74 kg
| Compétition                                   | Places | Qualifiés |
| --------------------------------------------- | ------ | --- |
| Championnats du monde de 2011                 | 6      | Jordan Burroughs Sadegh Goudarzi (IRI) Ashraf Aliyev (AZE) Davit Khutsishvili (GEO) Ricardo Robertty (VEN) Abdulkhakim Shapiyev (KAZ) |
| Tournoi de qualification (Afrique et Océanie) | 2      | |
| Tournoi de qualification (Amériques)          | 2      | |
| Tournoi de qualification (Asie)               | 2      | |
| Tournoi de qualification (Europe)             | 2      | |
| 1er tournoi de qualification mondial          | 3      | |
| 2e tournoi de qualification mondial           | 2      | |
| Invitation au/du pays organisateur            | +      | |
| Total                                         | +19    | |

### 84 kg
| Compétition                                   | Places | Qualifiés |
| --------------------------------------------- | ------ | --- |
| Championnats du monde de 2011                 | 6      | Sharif Sharifov Ibrahim Aldatov (UKR) Dato Marsagishvili Albert Saritov (RUS) Armands Zvirbulis (LAT) Cael Sanderson (USA) |
| Tournoi de qualification (Afrique et Océanie) | 2      | |
| Tournoi de qualification (Amériques)          | 2      | |
| Tournoi de qualification (Asie)               | 2      | |
| Tournoi de qualification (Europe)             | 2      | |
| 1er tournoi de qualification mondial          | 3      | |
| 2e tournoi de qualification mondial           | 2      | |
| Invitation au/du pays organisateur            | +      | |
| Total                                         | +19    | |

### 96 kg
| Compétition                                   | Places | Qualifiés |
| --------------------------------------------- | ------ | --- |
| Championnats du monde de 2011                 | 6      | Reza Yazdani (IRI) Serhat Balcı (TUR) Ruslan Sheikhau (BLR) Jake Varner (USA) Sinivie Boltic (NGR) Taimuraz Tigiyev (KAZ) |
| Tournoi de qualification (Afrique et Océanie) | 2      | |
| Tournoi de qualification (Amériques)          | 2      | |
| Tournoi de qualification (Asie)               | 2      | |
| Tournoi de qualification (Europe)             | 2      | |
| 1er tournoi de qualification mondial          | 3      | |
| 2e tournoi de qualification mondial           | 2      | |
| Invitation au/du pays organisateur            | +      | |
| Total                                         | +19    | |

### 120 kg
| Compétition                                   | Places | Qualifiés |
| --------------------------------------------- | ------ | --- |
| Championnats du monde de 2011                 | 6      | Aliaksei Shamarau (BLR) Beylal Makhov (RUS) Jamaladdin Magomedov (AZE) Davit Modzmanashvili (GEO) Jargalsaikhany Chuluunbat (MGL) Tervel Dlagnev (USA) |
| Tournoi de qualification (Afrique et Océanie) | 2      | |
| Tournoi de qualification (Amériques)          | 2      | |
| Tournoi de qualification (Asie)               | 2      | |
| Tournoi de qualification (Europe)             | 2      | |
| 1er tournoi de qualification mondial          | 3      | |
| 2e tournoi de qualification mondial           | 2      | |
| Invitation au/du pays organisateur            | +      | |
| Total                                         | +19    | |

## Lutte gréco-romaine hommes
Les quotas sont attribués aux pays et non à l’athlète ayant remporté la place dans l'épreuve de qualification.

### 55 kg
| Compétition                                   | Places | Qualifiés |
| --------------------------------------------- | ------ | --- |
| Championnats du monde de 2011                 | 6      | Rovshan Bayramov (AZE) Elbek Tazhyieu (BLR) Li Shujin (CHN) Bekkhan Mankiev (RUS) Péter Módos (HUN) Yun Won-Chol (PRK) |
| Tournoi de qualification (Afrique et Océanie) | 2      | |
| Tournoi de qualification (Amériques)          | 2      | |
| Tournoi de qualification (Asie)               | 2      | |
| Tournoi de qualification (Europe)             | 2      | |
| 1er tournoi de qualification mondial          | 3      | |
| 2e tournoi de qualification mondial           | 2      | |
| Invitation au/du pays organisateur            | +      | |
| Total                                         | +19    | |

### 60 kg
| Compétition                                   | Places | Qualifiés |
| --------------------------------------------- | ------ | --- |
| Championnats du monde de 2011                 | 6      | Omid Norouzi (IRI) Almat Kebispayev (KAZ) Zaur Kuramagomedov (RUS) Ivo Angelov (BUL) Jung Ji-Hyun (KOR) Luis Liendo (VEN) |
| Tournoi de qualification (Afrique et Océanie) | 2      | |
| Tournoi de qualification (Amériques)          | 2      | |
| Tournoi de qualification (Asie)               | 2      | |
| Tournoi de qualification (Europe)             | 2      | |
| 1er tournoi de qualification mondial          | 3      | |
| 2e tournoi de qualification mondial           | 2      | |
| Invitation au/du pays organisateur            | +      | |
| Total                                         | +19    | |

### 66 kg
| Compétition                                   | Places | Qualifiés |
| --------------------------------------------- | ------ | --- |
| Championnats du monde de 2011                 | 6      | Saeid Abdevali (IRI) Manuchar Tskhadaia (GEO) Kim Hyeon-Woo (KOR) Pedro Isaac (CUB) Frank Stäbler (GER) Justin Lester (USA) |
| Tournoi de qualification (Afrique et Océanie) | 2      | |
| Tournoi de qualification (Amériques)          | 2      | |
| Tournoi de qualification (Asie)               | 2      | |
| Tournoi de qualification (Europe)             | 2      | |
| 1er tournoi de qualification mondial          | 3      | |
| 2e tournoi de qualification mondial           | 2      | |
| Invitation au/du pays organisateur            | +      | |
| Total                                         | +19    | |

### 74 kg
| Compétition                                   | Places | Qualifiés |
| --------------------------------------------- | ------ | --- |
| Championnats du monde de 2011                 | 6      | Roman Vlasov (RUS) Selçuk Çebi (TUR) Neven Žugaj (CRO) Arsen Julfalakyan (ARM) Robert Rosengren (SWE) Askhat Dilmukhamedov (KAZ) |
| Tournoi de qualification (Afrique et Océanie) | 2      | |
| Tournoi de qualification (Amériques)          | 2      | |
| Tournoi de qualification (Asie)               | 2      | |
| Tournoi de qualification (Europe)             | 2      | |
| 1er tournoi de qualification mondial          | 3      | |
| 2e tournoi de qualification mondial           | 2      | |
| Invitation au/du pays organisateur            | +      | |
| Total                                         | +19    | |

### 84 kg
| Compétition                                   | Places | Qualifiés |
| --------------------------------------------- | ------ | --- |
| Championnats du monde de 2011                 | 6      | Alim Selimau (BLR) Damian Janikowski (POL) Nazmi Avluca (TUR) Rami Hietaniemi (FIN) Alan Khougaïev (RUS) Saman Tahmasebi (AZE) |
| Tournoi de qualification (Afrique et Océanie) | 2      | |
| Tournoi de qualification (Amériques)          | 2      | |
| Tournoi de qualification (Asie)               | 2      | |
| Tournoi de qualification (Europe)             | 2      | |
| 1er tournoi de qualification mondial          | 3      | |
| 2e tournoi de qualification mondial           | 2      | |
| Invitation au/du pays organisateur            | +      | |
| Total                                         | +19    | |

### 96 kg
| Compétition                                   | Places | Qualifiés |
| --------------------------------------------- | ------ | --- |
| Championnats du monde de 2011                 | 6      | Elis Guri (BUL) Jimmy Lidberg (SWE) Rustam Totrov (RUS) Cenk İldem (TUR) Mohamed Abdelfatah (EGY) Tsimafei Dzeinichenka (BLR) |
| Tournoi de qualification (Afrique et Océanie) | 2      | |
| Tournoi de qualification (Amériques)          | 2      | |
| Tournoi de qualification (Asie)               | 2      | |
| Tournoi de qualification (Europe)             | 2      | |
| 1er tournoi de qualification mondial          | 3      | |
| 2e tournoi de qualification mondial           | 2      | |
| Invitation au/du pays organisateur            | +      | |
| Total                                         | +19    | |

### 120 kg
| Compétition                                   | Places | Qualifiés |
| --------------------------------------------- | ------ | --- |
| Championnats du monde de 2011                 | 6      | Rıza Kayaalp (TUR) Mijaín López (CUB) Nurmakhan Tinaliyev (KAZ) Bashir Babajanzadeh (IRI) Mihály Deák-Bárdos (HUN) Łukasz Banak (POL) |
| Tournoi de qualification (Afrique et Océanie) | 2      | |
| Tournoi de qualification (Amériques)          | 2      | |
| Tournoi de qualification (Asie)               | 2      | |
| Tournoi de qualification (Europe)             | 2      | |
| 1er tournoi de qualification mondial          | 3      | |
| 2e tournoi de qualification mondial           | 2      | |
| Invitation au/du pays organisateur            | +      | |
| Total                                         | +19    | |

## Lutte libre femmes
Les quotas sont attribués aux pays et non à l’athlète ayant remporté la place dans l'épreuve de qualification.

### 48 kg
| Compétition                                   | Places | Qualifiées |
| --------------------------------------------- | ------ | --- |
| Championnats du monde de 2011                 | 6      | Hitomi Sakamoto (JPN) Mariya Stadnik (AZE) Zhao Shasha (CHN) Zhuldyz Eshimova (KAZ) Carol Huynh (CAN) Carolina Castillo (COL) |
| Tournoi de qualification (Afrique et Océanie) | 2      | |
| Tournoi de qualification (Amériques)          | 2      | |
| Tournoi de qualification (Asie)               | 2      | |
| Tournoi de qualification (Europe)             | 2      | |
| 1er tournoi de qualification mondial          | 2      | |
| 2e tournoi de qualification mondial           | 2      | |
| Invitation au/du pays organisateur            | +      | |
| Total                                         | +18    | |

### 55 kg
| Compétition                                   | Places | Qualifiées |
| --------------------------------------------- | ------ | --- |
| Championnats du monde de 2011                 | 6      | Saori Yoshida (JPN) Tonya Verbeek (CAN) Tetyana Lazareva (UKR) Ida-Theres Nerell (SWE) Maria Gurova (RUS) Helen Maroulis (USA) |
| Tournoi de qualification (Afrique et Océanie) | 2      | |
| Tournoi de qualification (Amériques)          | 2      | |
| Tournoi de qualification (Asie)               | 2      | |
| Tournoi de qualification (Europe)             | 2      | |
| 1er tournoi de qualification mondial          | 2      | |
| 2e tournoi de qualification mondial           | 2      | |
| Invitation au/du pays organisateur            | +      | |
| Total                                         | +18    | |

### 63 kg
| Compétition                                   | Places | Qualifiées |
| --------------------------------------------- | ------ | --- |
| Championnats du monde de 2011                 | 6      | Marianna Sastin (HUN) Kaori Icho (JPN) Ochirbatyn Nasanburmaa (MGL) Jing Ruixue (CHN) Kim Ran-Mi (PRK) Elena Pirozhkova (USA) |
| Tournoi de qualification (Afrique et Océanie) | 2      | |
| Tournoi de qualification (Amériques)          | 2      | |
| Tournoi de qualification (Asie)               | 2      | |
| Tournoi de qualification (Europe)             | 2      | |
| 1er tournoi de qualification mondial          | 2      | |
| 2e tournoi de qualification mondial           | 2      | |
| Invitation au/du pays organisateur            | +      | |
| Total                                         | +18    | |

### 72 kg
| Compétition                                   | Places | Qualifiées |
| --------------------------------------------- | ------ | --- |
| Championnats du monde de 2011                 | 6      | Stanka Zlateva (BUL) Ekaterina Bukina (RUS) Ali Bernard (USA) Vasilisa Marzaliuk (BLR) Guzel Manyurova (KAZ) Laure Ali Annabel (CMR) |
| Tournoi de qualification (Afrique et Océanie) | 2      | |
| Tournoi de qualification (Amériques)          | 2      | |
| Tournoi de qualification (Asie)               | 2      | |
| Tournoi de qualification (Europe)             | 2      | |
| 1er tournoi de qualification mondial          | 2      | |
| 2e tournoi de qualification mondial           | 2      | |
| Invitation au/du pays organisateur            | +      | |
| Total                                         | +18    | |